# بطين (قلب)

رسم توضيحي لحجرات القلب

البطين، واحد من حجرتين كبيرتين تتجهان نحو الجزء السفلي من القلب يجمع الدم الوارد من الأذين ويدفعه باتجاه الأسِرَّة المحيطية داخل الجسم والرئتين. يملأ الأذين (حجرة ملاصقة/حجرة القلب العلوية الأصغر من البطين) المضخة.
في القلب المكون من أربع حجرات، مثل القلب الموجود لدى الإنسان، يتواجد بطينان يعملان بنظام دوران مزدوج: يضخ البطين الأيمن الدم إلى الدوران الرئوي في الرئتين، ويضخ البطين الأيسر الدم إلى الجهاز الدوري الدموي من خلال الأبهر.
يعني مصطلح «بين البطينين» التوضع بين البطينين (على سبيل المثال الحاجز بين البطينين)، في حين يعني «داخل البطينين» التوضع في البطين (على سبيل المثال إحصار داخل البطينين).

## البنية
تعد جدران البطينين أكثر سماكة من الأذينين وتولد ضغط دم أعلى. يعتبر الحمل الفيزيولوجي على البطينين اللذين يتوجب عليهما ضخ الدم إلى جميع أنحاء الجسم والرئتين أكبر بكثير من الضغط الذي تولده الأذينان لملء البطينين. علاوة على ذلك، يتمتع البطين الأيسر بجدران أكثر سماكة من الأيمن لأنه يضخ الدم إلى معظم أجزاء الجسم في حين يملأ البطين الأيمن الرئتين فقط.
تتواجد على الجدران الداخلية للبطينين أعمدة عضلية غير منتظمة تسمى الترابيق اللحمية القلبية تغطي جميع الأسطح الداخلية للبطين باستثناء تلك الموجودة في المخروط الشرياني في البطين الأيمن. تتواجد ثلاثة أنواع من هذه العضلات. تنشأ من رؤوس النوع الثالث، ويُدعى العضلات الحليمية، الحبال الوترية القلبية التي تتصل بشرفات الصمام ثلاثي الشرف والصمام التاجي.
وفقًا لتقديرات التصوير بالرنين المغناطيسي، يبلغ متوسط كتلة البطين الأيسر نحو 143 غ ± 38.4 غ، بمدى يتراوح من 87 إلى 224 غ.
يتساوى البطينان الأيمن والأيسر في الحجم ويحتويان على 85 مليلترًا تقريبًا (3 أونصة سائلة إنجليزية؛ 3 أونصة سائلة أمريكية) لدى البالغين. يعد سطحه الأمامي العلوي دائريًا ومحدبًا، ويشكل قسمًا كبيرًا من السطح القصي الضلعي للقلب. يبدو سطحه السفلي منبسطًا، ويشكل جزءًا من السطح الحجابي للقلب الذي يرتكز على الحجاب الحاجز.
يتشكل جداره الخلفي من الحاجز البطيني، الذي يتبارز داخل البطين الأيمن، وبالتالي يظهر المقطع العرضي للتجويف هلالي الشكل. تشكل زاويته العلوية واليسرى جيبًا مخروطيًا يُدعى المخروط الشرياني، وينشأ منه الشريان الرئوي. يمتد الشريط الوتري، الذي يُدعى وتر المخروط الشرياني، إلى أعلى الحلقة الليفية الأذينية البطينية اليمنى ويربط السطح الخلفي للمخروط الشرياني بالشريان الأبهر.

### الشكل
يعد البطين الأيسر أطول ومخروطي الشكل أكثر من البطين الأيمن، وفي المقطع العرضي يظهر تجويفه بحدود بيضوية أو شبه دائرية. يشكل جزءًا صغيرًا من السطح القصي الضلعي وجزءًا معتبرًا من السطح الحجابي للقلب؛ ويشكل أيضًا قمة القلب. يعد البطين الأيسر أكثر سماكة ويحتوي عضلات أكثر من البطين الأيمن لأنه يضخ الدم عند ضغط أعلى.
يظهر البطين الأيمن مثلثي الشكل ويمتد من الصمام ثلاثي الشرف في الأذين الأيمن إلى موضع قرب قمة القلب. يبلغ جداره سماكته القصوى عند القمة ويخف باتجاه قاعدته عند الأذين. لكن، عند النظر إليه عبر المقطع العرضي، يظهر البطين الأيمن على شكل هلال. يتشكل البطين الأيمن من مكونين: الجيب والمخروط. يُعرف الجيب بأنه الجريان الوارد الذي يتدفق بعيدًا عن الصمام ثلاثي الشرف. ينفصل البطين الأيمن بثلاثة أشرطة عضلية، وهي: الجداري، والحاجزي، والشريط الوسيط. يتصل الشريط الوسيط من قاعدة العضلة الحليمية الأمامية إلى الحاجز البطيني.

### التطور
في المراحل المبكرة من النضج، تزداد سماكة جدران البطين الأيسر من ثلاث إلى ست أضعاف عن جدران البطين الأيمن. يعكس هذا الأمر عبء العمل النموذجي للضغط الأكبر بخمسة أضعاف والذي يقع على عاتق هذه الحجرة أثناء عودة الدم من الأوردة الرئوية عند ضغط 80 مم زئبقي تقريبًا (ما يعادل نحو 11 كيلو باسكال) ودفعه للأمام إلى الضغط النموذجي المقدر بنحو 120 مم زئبق (نحو 16.3 كيلو باسكال) في الشريان الأبهر في كل ضربة قلبية. (تعد الضغوط المذكورة قيم راحة وذُكرت كقيم نسبية للجو المحيط وهو الضغط المرجعي النموذجي «0» المستخدم في الطب).